# تیرهای سقف را بالا بگذارید، نجاران و سیمور: پیشگفتار
تیرهای سقف را بالا بگذارید، نجاران و سیمور: پیشگفتار (به انگلیسی: Raise High the Roof Beam, Carpenters & Seymour: An Introduction) عنوان کتابی است از جروم دیوید سلینجر.
هر دو بخش نام کتاب اشاره به دو بخش متفاوت از شعری دارند که در داستان اول کتاب بیان می‌شود:
درودگران،
رفیع‌تر افرازید شاه‌تیر سقف را،
که می‌آید داماد،
چونان آرشی افراشته‌قد،
بالابلندتر از هر بلندبالایی.
از ترجمهٔ شیرین تعاونی
این کتاب در سال ۱۳۸۶ با نام تیرهای سقف را بالا بگذارید نجاران و سیمور: پیشگفتار توسط امید نیک‌فرجام به‌فارسی ترجمه و توسط نشر ققنوس چاپ شده‌است. در سال ۱۳۸۰ تنها داستان اول مجموعه با نام بالابلندتر از هر بلندبالایی با ترجمهٔ شیرین تعاونی توسط انتشارات نیلوفر منتشر شده‌است که روایت روز عروسی سیمور و موریل و ماجرای غیبت داماد در این مراسم از زبان بادی گلَس است.
سالینجر در این کتاب به شخصیت سیمور، پسر ارشد خانوادهٔ گلَس می‌پردازد؛ برادر بزرگ زویی و فرانی. روایت از زبان بادی، برادر سیمور است. تنهایی و انزواطلبی سیمور یادآور تنهایی سالینجر است و در پیشگفتار به‌وضوح سالینجر صحبت می‌کند.